# Mashonaland

Ligging van Mashonaland in Zimbabwe

Mashonaland is een regio in het noorden van Zimbabwe die bevolkt wordt door de Shona. Het gebied is verdeeld in de Zimbabwaanse bestuurlijke regio's Mashonaland West, Mashonaland Central, Mashonaland East en de Zimbabwaanse hoofdstad Harare.
Het gebied kwam in de jaren 1830 onder invloed van de Matabele die het Koninkrijk Mthwakazi stichtten. In 1890 werd het gebied ingelijfd door de British South Africa Company van Cecil Rhodes, die hier de stad Salisbury (later Harare) stichtten. Een opstand van de Shona werd tijdens de Tweede Matabele-oorlog van 1896-1897 door de Britten neergeslagen.